# Erazm Woyniłłowicz
Erazm Woyniłłowicz (ur. 13 czerwca?/25 czerwca 1891 w folwarku Wiktorowo, zm. 1940 w Katyniu) – kapitan piechoty Wojska Polskiego, ofiara zbrodni katyńskiej.

## Życiorys
Urodził się w folwarku Wiktorowo, w ówczesnym powiecie mińskim, w rodzinie ziemiańskiej Leona i Pelagii z Pietraszkiewiczów. Uczęszczał do czteroklasowej szkoły miejskiej w Mińsku, a po jej ukończeniu do gimnazjum w Mozyrsku, w którym 1 listopada ukończył sześć klas. Był wcielony w 1912 roku do armii rosyjskiej, gdzie odbywał służbę w 2 baonie kolejowym. Ukończył szkołę podoficerską i po zakończeniu służby zasadniczej postanowił pozostać w wojsku. Od 1 listopada 1916 do 25 marca 1917 roku uczęszczał w Gatozynie do szkoły chorążych, a po jej ukończeniu w stopniu chorążego przydzielony został do 295 rezerwowego pułku piechoty. Ukończył także oficerski kurs karabinów maszynowych. 

22 września 1917 roku został żołnierzem 10 pułku strzelców, który był w składzie 3 dywizji strzelców gen. Józefa Leśniewskiego. W opinii przełożonych: 

„przyczynił się do wyszkolenia żołnierzy pułku. Dał się poznać jako bardzo dobry, pracowity i sumienny oficer. Brał czynny udział w walkach przeciwko bolszewikom…”.

 Od 11 do 27 lutego 1918 roku był uczestnikiem historycznego przemarszu dywizji z Jelni do Żłobina. Brał udział w walkach w szeregach I Korpusu Polskiego do 20 czerwca 1918 roku, kiedy to Korpus rozwiązano. Gen. por. Józef Dowbor-Muśnicki jako dowódca Korpusu nadał chorążemu Erazmowi Wojniłłowiczowi służącemu w 10 pułku strzelców za waleczność i męstwo okazane w walkach z bolszewikami… „odznakę honorową, pierwszą wstążeczkę amarantową…”, która była równoznaczna z Krzyżem Walecznych. 

Kiedy I Korpus został rozwiązany, Wojniłłowicz wyjechał na tereny Grodzieńszczyzny. W grudniu 1918 roku wstąpił w szeregi Mińskiego Pułku Strzelców. Na podporucznika awansował 17 grudnia 1918 roku, a w marcu 1919 roku w pułku został dowódcą kompanii kaemów. Od 5 lipca do 20 sierpnia 1919 roku uczestniczył w kursie dowódców kompanii w Dęblinie, po którego ukończeniu nadal dowodził kompanią. Ówczesny dowódca baonu major Rutkiewicz pisał o nim następująco: 

„Podporucznik Wojniłłowicz jako młodszy oficer 2 kompanii kaemów wyróżnia się znajomością karabinów maszynowych, jak również potrzebą ich użycia, moralnie wpływa na żołnierzy, w bitwach nie traci przytomności”,

 a 10 stycznia 1921 roku wystąpił z wnioskiem o odznaczenie Krzyżem Walecznych, w którym pisał: 

„Podporucznik Wojniłłowicz, dowódca kompanii kaemów podczas odwrotu bolszewików spod Warszawy, pod wsią Łosicą, tak dzielnie ustawił kompanię kaemów, że nie zważając na znacznie przeważające siły bolszewików, zmusił ogniem kaemów ich do ucieczki, co dało możność bez wielkich strat zająć wieś Łosicę i w ten sposób oskrzydlić bolszewików, którzy rozpoczęli odwrót na całym froncie. Swoim męstwem i odwagą zawsze był przykładem dla podwładnych i w zupełności zasłużył na odznaczenie go Krzyżem Walecznych”

 i za dokonany czyn otrzymał Krzyż Walecznych. 
7 lutego 1921 roku w Mińskim Pułku Strzelców, który przemianowano na 86 pułk piechoty w Mołodecznie. 3 maja 1922 roku został zweryfikowany w stopniu porucznika ze starszeństwem z 1 czerwca 1919 roku i 111. lokatą w korpusie oficerów piechoty. Do lutego 1926 roku pozostał w pułku będąc na stanowisku dowódcy kompanii cekaemów lub strzeleckiej. 31 marca 1924 roku został awansowany na kapitana ze starszeństwem z 1 lipca 1923 roku i 83. lokatą w korpusie oficerów piechoty. W PKU Baranowicze miał od 22 lutego 1926 roku praktykę poborową trwającą do końca roku. W styczniu 1927 został przeniesiony do 78 pułku piechoty, którego miejscem stacjonowania były Baranowicze, i objął w pułku stanowisko dowódcy kompanii. Wyznaczony w październiku 1927 roku na stanowisko oficera do spraw materiałowych pułku, a w 1928 roku pełnił w zastępstwie obowiązki kwatermistrza pułku. Z dniem 31 grudnia 1933 roku został przeniesiony w stan spoczynku z równoczesnym przeniesieniem ewidencyjnym do Oficerskiej Kadry Okręgowej Nr IX.
Nie znane są Jego dalsze losy. Jest prawdopodobne, że był uczestnikiem wojny w 1939 roku i w nie wyjaśnionych okolicznościach dostał się do niewoli sowieckiej. Jego nazwisko figuruje na liście jeńców wojennych, których NKWD ZSRR przekazało do dyspozycji NKWD w Smoleńsku (lista wywozowa z 5 kwietnia 1940 roku poz. 1). Został wywieziony prawdopodobnie jednym z pierwszych transportów z Kozielska do Lasu Katyńskiego, gdzie został zamordowany. 

## Życie prywatne
2 czerwca 1921 roku zawarł związek małżeński z Jadwigą Ślizieniówną, która zmarła 26 kwietnia 1927 roku. Miał troje dzieci: dwie córki Eleonorę i Marię oraz syna Władysława.

## Ordery i odznaczenia
- Krzyż Walecznych – dwukrotnie[3]
- Krzyż Zasługi Wojsk Litwy Środkowej
- Medal Pamiątkowy za Wojnę 1918–1921
- Medal Dziesięciolecia Odzyskanej Niepodległości

## Upamiętnienie
- 5 października 2007 roku Minister Obrony Narodowej Aleksander Szczygło mianował go pośmiertnie do stopnia majora[10]. Awans został ogłoszony 9 listopada 2007 roku, w Warszawie, w trakcie uroczystości „Katyń Pamiętamy – Uczcijmy Pamięć Bohaterów”[11].